# ジャクリーン・ウィルソン
ジャクリーン・ウィルソン（Jacqueline Wilson,1945年12月17日 –  ）は、イギリス人児童文学作家である。1945年、イギリスバース生まれ。
出版社勤務、ジャーナリストを経て作家となった。1995年、2000年にスマーティーズ賞(en:Nestlé Smarties Book Prize)、2000年にガーディアン賞を受賞した。児童文学や教育学において、イギリスに最も貢献したことを讃えられ2002年には大英帝国勲章を受勲した。
2015年度にはイギリスロンドンにある国立大学、ローハンプトン大学の理事長に就任した。
著書はティーンの女の子を主役にしたものが多く、読み手もティーンが多い。その年齢ならではの悩みや心の動きがポップに表現され、共感と支持を得ている。

## 受賞歴
- スマーティーズ賞　
  - 1995年 （Double Act（『ふたごのルビーとガーネット』）に対して）
  - 2000年 （Lizzie Zipmouth（『リジーとひみつのティーパーティ』）に対して）
- ガーディアン賞　2000年 （The Illustrated Mum（『タトゥーママ』）に対して）

## 著書

### Mark Sparkシリーズ
- 1992 Mark Spark
- 1993 Mark Spark in the Dark

### Freddy's Teddyシリーズ
- 1994 Freddy's Teddy
- 1994 Teddy in the Garden
- 1994 Teddy Goes Swimming
- 1994 Come Back Teddy!

### Tracy Beakerシリーズ
- 1991 The Story of Tracy Beaker（『おとぎばなしはだいきらい』）
- 2002 The Dare Game
- 2006 Starring Tracy Beaker
- 2009 Tracy Beaker's Thumping Heart (Special Release for Comic Relief)

### Werepuppyシリーズ
- 1991 The Werepuppy
- 1995 The Werepuppy on Holiday

### Girlsシリーズ
- 1997 Girls In Love（『ガールズ　イン　ラブ』）
- 1998 Girls Under Pressure（『ガールズ　アンダー　プレッシャー ― ダイエットしなきゃ！！』）
- 1999 Girls Out Late（『ガールズ　アウト　レイト ― もう帰らなきゃ！！』）
- 2002 Girls In Tears（『ガールズ　イン　ティアーズ ― 涙がとまらない』）

### Adventure Holidayシリーズ
- 1995 Cliffhanger
- 1999 Buried Alive!

### その他の作品
- 1969 Ricky's Birthday
- 1972 Hide and Seek
- 1973 Truth or Dare
- 1974 Snap
- 1976 Let's Pretend
- 1977 Making Hate
- 1982 Nobody's Perfect
- 1983 Waiting for the Sky to Fall
- 1984 The Killer Tadpole
- 1984 The Other Side
- 1984 The School Trip
- 1985 How to Survive Summer Camp
- 1986 Amber
- 1986 The Monster in the Cupboard
- 1987 Stevie Day: Lonelyhearts
- 1987 Stevie Day: Supersleuth
- 1987 The Power of the Shade
- 1988 Stevie Day: Rat Race
- 1988 This Girl
- 1988 Stevie day: Vampire
- 1989 Falling Apart
- 1989 The Left Outs（『みそっかすなんていわせない』）
- 1989 The Party in the Lift
- 1989 Is There Anybody There? Volume 1 - Spirit Raising
- 1990 Is There Anybody There? Volume 2 - Crystal Gazing
- 1990 Glubbslyme
- 1990 Take a Good Look
- 1991 The Dream Palace
- 1992 The Suitcase Kid（『バイバイわたしのおうち』）
- 1992 Video Rose
- 1993 Deep Blue
- 1993 The Mum Minder
- 1994 The Bed And Breakfast Star
- 1994 Twin Trouble
- 1995 The Dinosaur's Packed Lunch
- 1995 Double Act（『ふたごのルビーとガーネット』）
- 1995 Jimmy Jelly
- 1995 Love from Katie
- 1995 My Brother Bernadette
- 1995 Sophie's Secret Diary
- 1996 Bad Girls（『マイ・ベスト・フレンド』）
- 1996 Beauty and the Beast
- 1996 Connie and the Water Babies
- 1996 Mr. Cool
- 1997 The Lottie Project
- 1997 The Monster Story-Teller
- 1998 Rapunzel
- 1999 The Illustrated Mum（『タトゥーママ』）
- 1999 Monster Eyeballs
- 2000 Lizzie Zipmouth（『リジーとひみつのティーパーティ』）
- 2000 Vicky Angel（『ヴィッキー・エンジェル』）
- 2001 The Cat Mummy（『わたしのねこメイベル』）
- 2001 Sleepovers（『アルファベットガールズ』）
- 2001 Dustbin Baby
- 2002 Secrets（『シークレッツ』）
- 2002 The Worry Website
- 2002 The Jacqueline Wilson Quiz Book
- 2003 Lola Rose（『ローラ・ローズ』）
- 2004 Midnight（『ミッドナイト ― 真夜中の妖精』）
- 2004 Best Friends
- 2004 The Diamond Girls（『ダイヤモンド・ガールズ』）
- 2005 The World Of Jacqueline Wilson
- 2005 Clean Break（『クリスマス・ブレイク』）
- 2005 Love Lessons（『ラブ・レッスンズ』）
- 2006 Candyfloss（『キャンディ・フロス』）
- 2007 Kiss
- 2007 Totally Jacqueline Wilson
- 2008 My Sister Jodie
- 2008 Cookie
- 2009 Hetty Feather
- 2009 The Tracy Beaker Quiz Book
- 2010 Little Darlings
- 2010  Ask Tracy and Friends
- 2010  The longest whale song

### 自伝
- 2007 en:Jacky Daydream
- 2009 My Secret Diary

## 日本語訳された作品
- 『みそっかすなんていわせない』チア・ブックス、小竹由美子訳、ニック・シャラット絵、偕成社、1995年
- 『おとぎばなしはだいきらい』チア・ブックス、稲岡和美訳、ニック・シャラット絵、偕成社、2000年
- 『バイバイわたしのおうち』チア・ブックス、小竹由美子訳、ニック・シャラット絵、偕成社、2000年
- 『ふたごのルビーとガーネット』チア・ブックス、小竹由美子訳、偕成社、2001年
- 『ガールズ　イン　ラブ』尾高薫訳、ニック・シャラット絵、理論社、2002年
- 『マイ・ベスト・フレンド』チア・ブックス、小竹由美子訳、偕成社、2002年
- 『ガールズ　アウト　レイト ― もう帰らなきゃ！！』尾高薫訳、ニック・シャラット絵、理論社、2003年
- 『わたしのねこメイベル』おはなしプレゼント、吉上恭太訳、ニック・シャラット絵、小峰書店、2003年
- 『ガールズ　アンダー　プレッシャー ― ダイエットしなきゃ！！』 尾高薫訳、ニック・シャラット絵、理論社、2003年
- 『タトゥーママ』小竹由美子訳、偕成社、2004年
- 『ダストビン・ベイビー』小竹由美子訳、偕成社、2004年
- 『ミッドナイト ― 真夜中の妖精』尾高薫訳、理論社、2004年
- 『ガールズ　イン　ティアーズ ― 涙がとまらない』尾高薫訳、ニック・シャラット絵、理論社、2004年
- 『シークレッツ』小竹由美子訳、偕成社、2005年
- 『ローラ・ローズ』尾高薫訳、理論社、2005年
- 『ヴィッキー・エンジェル』尾高薫訳、ニック・シャラット絵、理論社、2005年
- 『クリスマス・ブレイク』尾高薫訳、理論社、2006年
- 『ラブ・レッスンズ』尾高薫訳、理論社、2006年
- 『ダイヤモンド・ガールズ』尾高薫訳、理論社、2006年
- 『キャンディ・フロス』尾高薫訳、理論社、2007年
- 『アルファベットガールズ』フォア文庫、尾高薫訳、ニック・シャラット絵、理論社、2007年
- 『キスはオトナの味』尾高薫訳、理論社、2008年
- 『リジーとひみつのティーパーティ』フォア文庫、尾高薫訳、ニック・シャラット絵、理論社、2008年